# D320 (Haute-Vienne)
De D320 is een departementale weg in het Midden-Franse departement Haute-Vienne. De weg loopt van Limoges naar Boisseuil.

## Geschiedenis
Oorspronkelijk was de D320 onderdeel van de N20. In 2006 werd de weg overgedragen aan het departement Haute-Vienne, omdat de weg geen belang meer had voor het doorgaande verkeer vanwege de parallelle autosnelweg A20. De weg is toen omgenummerd tot D320.